# En directo (álbum de Patricio Rey y sus Redonditos de Ricota)
En directo es un álbum en vivo de la banda argentina Patricio Rey y sus Redonditos de Ricota, editado en 1992. Es considerado como el álbum "pirata oficial" de la banda y fue el primero en ser masterizado en los Estados Unidos, recoge los fragmentos más destacados de los conciertos brindados durante los recitales en el Teatro de Verano de Uruguay el 8 de diciembre de 1989 y en el mítico Estadio Obras Sanitarias el 29 de diciembre de 1991.

## Historia
Aunque En Directo fue publicado por Del Cielito Records, se rumorea que es pirata, pero que tal práctica fue llevada adelante por los propios miembros de la banda para evitar pagar a una discográfica, aunque no hay fuentes fiables al respecto. El disco incluye un tema hasta entonces inédito, "El Blues del Noticiero". Un hecho confuso es que fue editado con dos tapas diferentes, una producida por Del Cielito y otra de Patricio Rey Record, una tapa roja y negra que muestra al público con bengalas en pleno recital.

## Lista de temas
- Todos los temas compuestos por Beilinson/Solari.

1. "Nuestro amo juega al esclavo"
2. "Barbazul versus el amor letal"
3. "Yo no me caí del cielo"
4. "Héroe del whisky"
5. "La parabellum del buen psicópata"
6. "Maldición va a ser un día hermoso"
7. "El blues del noticiero"
8. "Todo un palo"
9. "Unos pocos peligros sensatos"
10. "Criminal mambo"
11. "Rock para los dientes"
12. "Vamos las bandas"

## Integrantes del disco
- Indio Solari - Voz.
- Skay Beilinson - Guitarra.
- Daniel "Semilla" Bucciarelli - Bajo.
- Walter Sidotti - Batería.
- Sergio Dawi - Saxofón.